# 恒星年
恒星年（こうせいねん、英: sidereal year）とは太陽が天球上のある恒星に対する位置から再び同じ位置に戻るまでの時間である。すなわち、太陽が天球を360°一周するのに要する時間であり地球の公転周期（地球が太陽の周りを1周する時間）のことである。
恒星年の長さは 365日06時間09分09.765 秒 = 365.256 363 02日（2016.5年での値）である。春分点を基準とする太陽年よりも20分24.6秒ほど長い。この差を歳差という。
恒星年の長さは他の惑星が地球に及ぼす摂動によって、1万年に1秒の割合で長くなっている。